# Vrgada (sziget)
Vrgada egy sziget Horvátországban, Közép-Dalmáciában. A közép-dalmát szigetcsoport szigete.

## Leírása
Északon és északkeleten a szárazföld (melytől a Vrgad-csatorna választja el), keleten az Arta Vela-sziget, délkeleten a Murter-sziget, délnyugaton a Kornati és Žut-szigetek, északnyugaton pedig a Pašman- és Gangaro-szigetek között fekszik. A szigettől délre a Murter-tenger található. A sziget 2,8 km hosszú, legnagyobb szélessége 1,2 km. A délnyugati part meredeken ereszkedik a tengerbe, míg északkelet laposabb. Legmagasabb csúcsa a Srabljinovac (112 m). Területe 2,31 km², partvonalának hossza 9,2 km, a tagoltsági együttható 1,7. Nagyobb öblei a Sveti Andrija, a Luka és a Kranje. Számos szigetecske veszi körül: Kozina, Kamičić, Artina, Obun, Šipnata, Obrovanj, Oblik, Murvenjak, Gira, valamint Školjić Mali és Veli.
A sziget helyenként (főleg északkeleten) erdővel borított. A lakosok mezőgazdasággal, állattartással (Murvenjak szigetén legelésző szarvasmarhák), halászattal és turizmussal foglalkoznak. Hajójáratok kötik össze a szárazfölddel (Biograd na Moru, Pakoštane). Az egyetlen település Vrgada a sziget északkeleti oldalán fekszik.

## Története
A szigeten található római villamaradványok tanúsága szerint területe már az ókorban lakott volt. Ezeknek a kisebb-nagyobb villagazdaságoknak a tulajdonosai főként kiszolgált veteránok voltak. A sziget stratégiai fontosságát az adta, hogy Vrgada és Pašman között vezetett át a fő hajózási útvonal délkeleti irányból  Biograd és Zára kikötői felé. Ezt az átjárót két erőd őrizte, melyek közül az egyik a mai Vrgada település feletti 115 méteres „Gradina” nevű magaslaton, míg a másik a Pašman-sziget déli fokán 140 méter tengerszint feletti magasságban állt. Vrgadát első ízben 950-ben említi Bíborbanszületett Konstantin bizánci császár a „De administrando imperio” azaz a Birodalom kormányzásáról írott művében „Lumbricaton”, illetve „Loumbricaton” alakban. Giovanni de Venezia (Ivan Đakon) velencei krónikás II. Pietro Orseolo dózse titkára „Chronicum Venetum” című, a 10. század végén és a 11. század elején írt művében a sziget megnevezésére a „Levigrada”, illetve „Levigrate” nevet használja. A zárai Szent Krševan kolostor adománylevelében 1096-ban a „Lumbricata” és „Rumbrikata” név szerepel. A horvát „Lapkat” név a 14. században a glagolita anyakönyvekben bukkan fel először. A „Vrgata”, „Vrgad”, „Vergada” és hasonló elnevezések, melyekből a sziget és a település neve is fakad 1416-tól használatos, amikor a velenceiek a szigetet („ex incantu insule Vergate”) Nicola Sloradisnak adják bérbe. A horvátok valószínűleg már ideérkezésük idején megtelepedtek a szigeten. Ennek bizonyítékául az ókeresztény Szent András templomot tekintik, melyet a horvát történész Ciril Iveković a 10. századnál is régebbinek tart. Az itt talált illír, görög, római és egyéb lakosságot a századok során magukba olvasztották. A sziget kezdetben a Horvát Királyság része volt, majd a Kálmán magyar király és a horvát nemesség közötti megállapodás a „pacta conventa” értelmében a Magyar Királyság része lett. 1409-ben László nápolyi király a többi dalmáciai várossal együtt eladta a Velencei Köztársaságnak, amely 1797-ig meg is tartotta. A velenceiek 1416-ban Nicola Sloradisnak, majd 1453-ban Jacopo Farinának adták. 1652-ben a Klokočić család birtoka lett, akiktől 1682-ben Brač szigetével együtt a Damiani (Damjanović) család vásárolta meg. A Damianik már a “Conti di Vergada” azaz a Vergada grófja címet viselték és székhelyüket is ide tették át. A grófi palota a Gradina-hegyen álló római-bizánci erőd alatti völgyben épült fel. A palota nyugati falán fennmaradt egy 1707-ből származó glagolita felirat. Az egykori palotából mára csak a főfalak maradványai és a Gyógyító Boldogasszony kápolna maradt meg. Amikor a család tagjai elhagyták a szigetet a Boldogasszony képét is magukkal vitték, a hajók azonban nem kaptak szelet a tengeren való átkeléshez. Másodszor szintén megkísérelték az elvitelét, de ez alkalommal túl erős szél támadt. Csak a harmadik kísérletre tudtak elhajózni, miután a képet visszavitték a kápolna oltárára. 1857-ben 271, 1910-ben 475 lakosa volt. Az első világháború után előbb a Szerb-Horvát-Szlovén Királyság, majd Jugoszlávia része lett. A második világháború idején a szomszédos településekkel együtt Olaszország fennhatósága alá került. Az 1943. szeptemberi olasz kapituláció után horvát csapatok vonultak be a településre, amely ezzel visszatért Horvátországhoz. 2011-ben 249 lakosa volt, akik főként mezőgazdasággal, állattenyésztéssel, halászattal és újabban turizmussal foglalkoztak.

## Fordítás
- Ez a szócikk részben vagy egészben  a   Vrgada című horvát Wikipédia-szócikk ezen változatának fordításán alapul.  Az eredeti cikk szerkesztőit annak laptörténete sorolja fel. Ez a jelzés csupán a megfogalmazás eredetét és a szerzői jogokat jelzi, nem szolgál a cikkben szereplő információk forrásmegjelöléseként.